# Calci azide
Calci azide là một hợp chất vô cơ có công thức hóa học là CaN6.

## Sản xuất
Calci azide có thể thu được từ phản ứng chưng cất giữa acid hydrazoic và calci hydroxide:
2HN3 + Ca(OH)2 → Ca(N3)2 + 2H2O

## An toàn
Calci azide nhạy cảm với va đập, khi đó có thể phát nổ và bắt lửa.